# Tvaerenellidae
De Tvaerenellidae zijn een familie van uitgestorven kreeftachtigen uit de klasse van de Ostracoda (mosselkreeftjes).

## Geslachten
- Bodenia Ivanova, 1959 †
- Bolbihithis Schallreuter, 1967 †
- Bolbina Henningsmoen, 1953 †
- Brevibolbina Sarv, 1959 †
- Bromidella Harris, 1931 †
- Cavhithis Schallreuter, 1965 †
- Cherskiella Kanygin, 1965 †
- Dicranella Ulrich, 1894 †
- Eoaquapulex Levinson, 1968 †
- Eobromidella Harris, 1957 †
- Euprimites Hessland, 1949 †
- Kayatia Oepik, 1953 †
- Maraphonia Kanygin, 1965 †
- Martinssonopsis Ivanova, 1963 †
- Nodambichilina Swain & Cornell, 1961 †
- Pilla Schallreuter & Siveter, 1988 †
- Piretia Jaanusson, 1957 †
- Tvaerenella Jaanusson, 1957 †
- Uhakiella Oepik, 1937 †